# 아스투리아스 공 카를로스
아스투리아스 공 카를로스(스페인어: Carlos de Austria, 1545년 7월 8일 ~ 1568년 7월 24일)는 스페인의 왕위 계승자에 해당하는 직위인 아스투리아스 공(재위: 1556년 ~ 1568년)이다.

## 생애
펠리페 2세 국왕과 포르투갈의 마리아 마누엘라 왕비의 아들로 태어났다. 그는 23세의 나이에 왕위에 오르지 못한 채 죽었다. 카를로스의 어머니 마리아 마누엘라는 그가 태어난지 나흘만에 죽었기 때문에 그는 어머니 없이 자랐다. 카를로스는 말을 배우는 것이 늦었고 성인이 된 후에도 말을 더듬었다.
그의 아버지 펠리페 2세는 평생 네 번이나 결혼을 했는데 18세 연하였던 세 번째 부인인 프랑스 공주 엘리자베트 드 발루아는 본래 카를로스와 혼담이 오갔던 상대였다. 카를로스는 동갑내기 의붓어머니에게 호감을 가졌고 펠리페 2세는 아들을 의심하기 시작했으나 카를로스와 엘리자베트 사이에 부정한 관계가 있었다는 증거는 없다. 당시 스페인의 유일한 후계자였던 카를로스에게는 여러 혼담 상대가 있었는데 그 중에는 고모 후아나, 메리 스튜어트, 훗날 아버지의 네 번째 부인이 되는 오스트리아의 아나도 있었다.
1564년 카를로스는 국가 자문회의의 일원이 되어 조금씩 국정에 관여하기 시작했지만 같은 해에 펠리페 2세는 알바 공작에게 아들이 "판단력뿐 아니라 이해력, 인격에 있어서도 정상수준에 비해 떨어져 있다" 고 말했다. 오스트리아의 아나의 아버지 막시밀리안 2세가 결혼 협상을 재촉하자 펠리페 2세는 아들의 성장이 같은 또래에 비해 늦다는 것을 이유로 몇 번이나 결혼을 늦추었다.
펠리페 2세와 카를로스의 사이는 점점 나빠졌고 카를로스는 아버지에게 위해를 입을까 두려워해 방문을 안에서 잠글 수 있는 자물쇠를 만들게 했다. 또 베개 밑에 칼과 소총 등 무기를 숨겨놓기도 했다. 그것으로도 모자라 그는 스페인을 탈출할 계획을 세우기도 했다. 아들이 외국으로 도망치려 한다는 것을 알게 된 펠리페 2세는 1568년 1월 18일 카를로스의 무기를 빼앗고 그의 방 창문에 못질을 해서 감금시켰다. 왕위 계승자를 구금한 이유에 대해 펠리페 2세는 왕자의 천성적인 결함과 자질 때문이라고 발표했다. 또한 교황에게도 왕자의 생각에 결함이 많고 자질이 모자라 구금했다고 편지를 보냈다. 카를로스는 자신의 방에 감금당한 채 의문의 죽음을 맞았고, 그로부터 몇 달 되지 않아 엘리자베트 또한 죽었다.
돈 카를로스 데 아우스트리아와 엘리자베트 드 발루아의 이야기는 베르디의 오페라 《돈 카를로스》 및 실러의 희곡 《돈 카를로스》 등의 모티브가 되었다.

## 참고 문헌
- 이바르 리스너, 《서양》, 살림, 2005[쪽 번호 필요]
- 비비안 그린, 《권력과 광기》, 말글빛냄, 2005[쪽 번호 필요]